# Edda Ciano
Edda Ciano (Forlì, 1 september 1910 - Rome, 8 april 1995) was een dochter van de Italiaanse fascistische dictator Benito Mussolini.

## Biografie
Edda Ciano was de oudste van vijf kinderen van Benito Mussolini en Rachele Guidi. Dit was het tweede huwelijk van Mussolini en op het moment van haar geboorte waren haar ouders nog niet gehuwd. Ze trouwde in 1930 met Galeazzo Ciano en ze kregen drie kinderen. Beide echtelieden hadden buitenechtelijke relaties. Het echtpaar verbleef tot 1932 in Shanghai omdat Ciano daar Italiaans ambassadeur was. Ciano was minister van Buitenlandse Zaken tijdens de fascistische regering van 1936 tot 1943. 
Tijdens de oorlog was Edda Ciano vrijwilliger bij het Italiaanse Rode Kruis. Op 9 januari 1944 vluchtte ze naar Zwitserland, waar haar kinderen reeds eerder verbleven. Op 11 januari 1944 werd ze in Verona veroordeeld. Haar echtgenoot werd in Italië geëxecuteerd. De Bondsraad verleende haar politiek asiel, maar onder de verplichting om onder streng toezicht te leven, eerst in het klooster van Ingenbohl en daarna in een psychiatrische kliniek in de buurt van Monthey. Na afspraken tussen de Zwitserse autoriteiten en de geallieerden, die haar veiligheid garandeerden, werd ze overgedragen aan de militaire bezettingsautoriteiten van Italië in de nacht van 29 op 30 augustus 1945. Terug in Italië werd ze opgepakt maar het jaar daarop kwam ze vrij in het kader van een amnestieregeling.
De rest van haar leven verbleef Ciano in Rome en op Capri. Ze stierf op 84-jarige leeftijd en werd begraven in Livorno op het Cimitero della Purificazione.
Tijdens haar verblijf in Zwitserland redigeerde ze de dagboeken van haar echtgenoot met het oog op een uitgave. Na haar dood, in 1998, werd haar autobiografie uitgegeven onder de titel La mia vita.